# Put k pritjalu
Put k pritjalu (russisk: Путь к причалу) er en sovjetisk spillefilm fra 1962 af Georgij Danelija.

## Medvirkende
- Boris Andrejev som Zosima Rosomakha
- Oleg Zjakov som Georgij Gastev
- Ljubov Sokolova som Marija
- Aleksandr Metjolkin som Vaska Metjolkin
- Valentin Nikulin som Marat Lepin